# 尼古拉·奥萨奇
尼古拉·伊万诺维奇·奥萨奇（羅馬化：Nikolay Ivanovich Osadchiy；1957年12月8日—）是俄罗斯政治人物，第八届国家杜马代表。1984年，他获得了哲学理学副学士学位。
奥萨奇的职业生涯始于库班国立大学担任哲学教授。1985年，他开始在库班国立医科大学教授历史学、社会学和哲学。 1988年，奥萨奇加入苏联共产党。1995年，他任俄共克拉斯诺达尔边疆区支部第一书记。1998年至2015年，他分别担任第二、三、四和五届克拉斯诺达尔边疆区立法会议代表。2016年，奥萨奇当选克拉斯诺达尔边疆区第七届国家杜马代表。2021年9月，他再次当选第八届国家杜马议员。

## 制裁
奥萨奇于2022年因俄乌战争而受到加拿大和英国政府制裁。